# Анатоль Колліне Макоссо
Анатоль Колліне Макоссо (1965 , Пуент-Нуар ) — конголезький політичний і державний діяч. 
Прем'єр-міністр Республіки Конго з 12 травня 2021. 
Педагог, доктор юридичних наук (2010), письменник та поет.

## Біографія
Вивчав право у паризькому Університеті Пантеон-Ассас. 
Вчитель. 
На початку 1990-х років був призначений політичним радником префекта департаменту Куїлу, потім - директором штабу префекта Куїлу. Викладав право у технічній школі в Пуент-Нуарі. 
1998 — 2011 рр працював радником президента Дені Сассу-Нгессо, одночасно обіймаючи посаду керівника апарату дружини президента.

2000—2002 рр навчався у Національній школі управління та судової влади. 
2002 року став заступником прокурора Республіки Конго у Високому суді Браззавіля. 
В 2005 році вступив до Центру дипломатичних та стратегічних досліджень у Парижі, а в 2007 році здобув ступінь магістра з міжнародних відносин.
2010 року здобув ступінь доктора юридичних наук в Університеті Пантеон-Ассас.
Член правлячої Конголезької партії праці. 
У серпні 2011 року президент Дені Сассу-Нгессо призначив Макассо міністром у справах молоді та громадянської освіти.

У серпні 2015 року Коллін Макоссо був призначений міністром початкової та середньої освіти, молоді та громадянської освіти, розширивши свої повноваження.
 
30 квітня 2016 року, після перемоги Сассу-Нгессо на президентських виборах у березні 2016 року, зберіг посаду міністра початкової та середньої освіти.
 
З 2017 року - депутат Національних зборів Республіки Конго .
Очолював геоекономічну, геостратегічну та геополітичну аналітичну фірму «Гео-Екостраполь».
14 травня 2021 року Макассо був призначений прем'єр-міністром Республіки Конго.
Автор кількох книг. 
В 2009 році, після смерті доньки президента Едіт Люсі Бонго, опублікував збірку віршів та оповідань, присвячену їй.

Одружений, має чотирьох дітей.